# Salomón–Lozano-egyezmény
Az 1928-ban életbe lépett Salomón–Lozano-egyezmény Peru és Kolumbia országhatárait rögzíti, rendezve a két ország között addig régóta fennálló határvitákat.
1922. március 24-én íra alá Limában Fabio Lozano Torrijos kolumbiai különmegbízott és Alberto Salomón Osorio perui külügyminiszter. A kolumbiai országgyűlés 1925. október 5-én hagyta jóvá az 55. számú törvényben, a perui 1927. december 20-án az 5940-es számú határozatban, de a perui elnök csak 1928. január 23-án, a kolumbiai elnök pedig 1928. március 17-én ratifikálta.

## Tartalma
A szerződés elsőként meghatározza a határvonalat: ez abból a pontból indul ki, ahol a Cuhimbé folyó Putumayóba való torkolatának délköre metszi a San Miguel vagy Sucumbíos folyót, majd ezen délkörön halad észak felé az említett torkolatig. Innentől a Putumayo fenékvonalán egészen a Yaguas torkolatáig húzódik (ez a leghosszabb szakasz), majd egyenes vonalban éri el azt a pontot, ahol az Atacuari az Amazonasba torkollik, végül az Amazonas fenékvonalán halad a brazil határig, amelynek pontos vonalát már egy 1851-es szerződés rögzíti. Ma a határvonal nyugati része Ecuador és Kolumbia határát képezi, így a kolumbiai–perui határ nyugaton csak a Putumayo fenékvonalán húzódik.
Ezután az egyezmény Iquitos székhellyel egy vegyes demarkációs bizottság felállításáról rendelkezik, amely a két ország részéről 3–3 tagú, és amelynek feladata, hogy ahol a határvonalat nem természeti képződmények (jelen esetben tehát nem folyók) alkotják, ott póznákkal vagy más tartósan megmaradó tárgyakkal jelöljék ki a vonalat. Kimondja, hogy a két ország biztosítani fogja a szabad hajózást a határfolyókon és azok mellékfolyóin, valamint azt, hogy azok az állampolgárok, akik az egyezménnyel érintett területeken élnek, és lakóhelyük a másik országhoz kerül át, megtarthatják eredeti állampolgárságukat, hacsak az egyezmény ratifikációjától számított hat hónapon belül ezzel ellentétes szándékot nem jeleznek.